# Mistrovství světa v atletice 2009 – Muži vrh koulí
Závod ve vrhu koulí  mužů na Mistrovství světa v atletice 2009 se uskutečnil 15. srpna. Zvítězil v něm americký atlet Christian Cantwell výkonem 22,03 m.
Zdařilý úvod měl Christian Cantwell, který se od prvního pokusu usadil na čele. Zejména úřadující olympijský šampion Tomasz Majewski z Polska předváděl sérii velmi kvalitních pokusů, z nichž pátý na okamžik zvrátil pořadí, Cantwell však vzápětí vrhem přes 22 m znovu strhl vítězství na svou stranu. Z nečekané bronzové medaile pro pořádající zemi se v (o centimetr) vylepšeném osobním rekordu radoval Ralf Bartels. Český reprezentant Antonín Žalský neprošel kvalifikací, když obsadil celkové 20. místo výkonem 19,77 m (19,63 19,46 19,77). Kvalifikační limit pro finále činil 20,30 m, na postup nakonec stačilo 20,10 m.

## Výsledky
| *                | Sportovec          | 1     | 2     | 3     | 4     | 5     | 6     | Celkem  |
| ---------------- | ------------------ | ----- | ----- | ----- | ----- | ----- | ----- | ------- |
| Zlatá medaile    | Christian Cantwell | 21,54 | 20,72 | 21,03 | 21,21 | 22,03 | -     | 22,03 m |
| Stříbrná medaile | Tomasz Majewski    | 21,36 | 21,19 | 20,80 | 21,68 | 21,91 | 21,18 | 21,91 m |
| Bronzová medaile | Ralf Bartels       | 20,35 | 20,18 | 21,37 | 20,80 | 20,94 | 21,20 | 21,37 m |
| 4                | Reese Hoffa        | 21,02 | X     | 20,95 | 21,14 | 20,97 | 21,28 | 21,28 m |
| 5                | Adam Nelson        | 21,11 | 20,93 | X     | X     | X     | X     | 21,11 m |
| 6                | Pavel Lyžyn        | X     | 20,98 | X     | X     | X     | X     | 20,98 m |
| 7                | Andrej Michněvič   | 20,34 | 20,31 | 20,62 | 20,74 | 20,54 | X     | 20,74 m |
| 8                | Miroslav Vodovnik  | 19,60 | 19,50 | 20,50 | X     | 19,82 | 20,14 | 20,50 m |